# Lutuhyne
Lutuhyne (ukrainisch Лутугине; russisch Лутугино Lutugino) ist eine Stadt im Osten der Ukraine mit etwa 18.000 Einwohnern (2016). Die Stadt war bis Juli 2020 das administrative Zentrum des Rajon Lutuhyne.

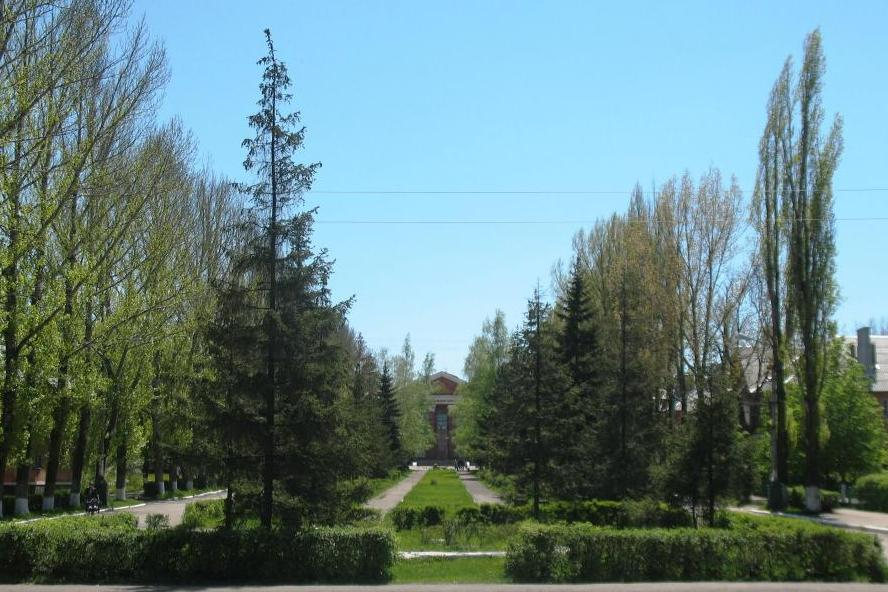
Blick in den Ort

## Geographische Lage
Lutuhyne liegt am rechten Ufer des Flusses Wilchiwka (ukrainisch Вільхівка), einem 83 km langen Nebenfluss des Luhan im Zentrum des Rajon Lutuhyne in der Oblast Luhansk.
Die Stadt besitzt eine Bahnstation und liegt 21 km südwestlich der Oblasthauptstadt Luhansk an der nationalen Fernstraße N 21, die 10 km weiter nördlich auf die internationale Fernstraße M 04/E 50 trifft.

## Geschichte
Aufgrund der Vorkommen von Kohle, Kalk und Sand wurde beim heutigen Lutuhyne 1897 eine Fabrik und eine Bahnstation errichtet, woraus sich eine Siedlung mit dem Namen Schmidtowka (ukrainisch Шмідтовка), nach einem deutschen Unternehmer namens Schmidt, entwickelte.
Ende 1925 wurde der Ort zu Ehren des russischen Geologen Leonid Lutugin (1864–1915) in Lutuhyne umbenannt. Seit dem 3. Januar 1965 besitzt Lutuhyne den Status einer Stadt.
Seit Sommer 2014 ist der Ort im Verlauf des Ukrainekrieges durch Separatisten der Volksrepublik Lugansk besetzt.

## Bevölkerungsentwicklung
| 1939  | 1959   | 1970   | 1979   | 1989   | 2001   | 2016   |
| ----- | ------ | ------ | ------ | ------ | ------ | ------ |
| 4.168 | 11.375 | 13.878 | 15.572 | 18 973 | 18 833 | 17.762 |

Quelle: 